# Pont myocardique

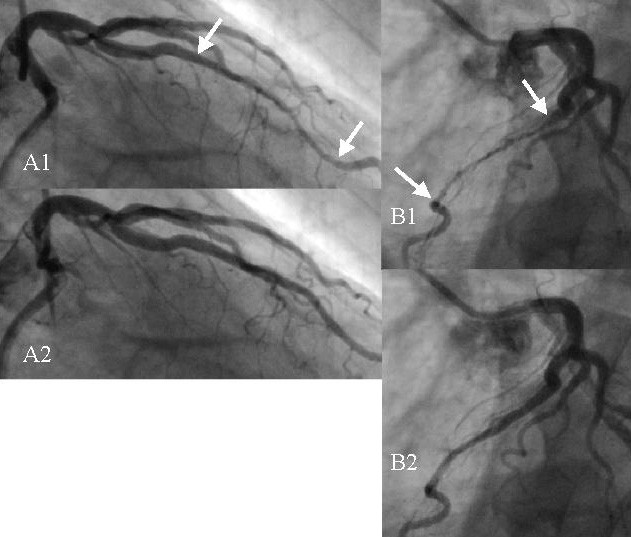
Images angiographiques montrant un pont sur l'artère coronaire antérieure gauche. A1) Vue oblique antérieure droite prise en fin de systole. Le segment de vaisseau comprimé est indiqué par les deux flèches. B1) Vue oblique antérieure gauche prise presque au même moment. A2) Même vue qu'en A1, mais prise 133 ms plus tard. Le segment tunnellisé n'est plus comprimé. B2) Même vue qu'en B1 mais 133 ms plus tard.

Le pont myocardique correspond à un trajet inhabituel d'une artère coronaire, qui pénètre dans le muscle cardiaque myocarde alors qu'elle doit rester à sa surface. La contraction musculaire entraîne alors une compression de cette artère avec réduction significative de son diamètre, altérant le débit sanguin.
Il peut avoir comme conséquence une ischémie myocardique pouvant occasionner un angor.

## Épidémiologie
La constatation d'un trajet intramyocardique est courante lors d'une autopsie mais peu de cas peuvent réellement comprimer l'artère de manière significative.
Cette anomalie est retrouvée lors d'une coronarographie avec une fréquence variable (entre 0.5 et 16%) et concerne essentiellement l'interventriculaire antérieure. La partie concernée est comprise entre quelques millimètres et quelques centimètres.

## Manifestations
Le pont myocardique peut être asymptomatique, découvert lors d'une coronarographie systématique. Il peut se manifester par une ischémie myocardique sous forme de douleur thoracique (angor), d'arythmie ventriculaire pouvant aller jusqu'à la syncope ou la mort subite.
Typiquement, les symptômes sont exacerbés à l'effort, par augmentation de la contractilité du myocarde, entraînant une compression plus importante de l'artère coronaire.

## Diagnostic
La coronarographie permet d'objectiver l'écrasement systolique de l'artère, cette dernière étant de calibre normal en diastole, mais le trajet intra myocardique n'est pas mis en évidence (pas de visualisation directe du myocarde). La partie proximale de l'artère présente fréquemment des lésions d'athérome.
Le scanner coronaire permet de visualiser le trajet intra musculaire de l'artère mais ne permet pas de vérifier que cette dernière est comprimée significativement.

## Traitement
Le traitement médicamenteux consiste essentiellement à ralentir le cœur par un bêtabloquant, permettant d'améliorer le débit dans la coronaire en diminuant sa compression. La mise systématique sous antiagrégants plaquettaires et la lutte contre les facteurs de risque cardio-vasculaire peuvent être proposé, devant la fréquence d'un athérome en amont du pont. Les vasodilatateurs (dont les dérivés nitrés sont déconseillés, pouvant aggraver les symptômes par augmentation de la compression de l'artère.
La mise en place d'un stent dans l'artère, empêchant sa compression, permet d'améliorer les symptômes mais expose à un taux élevé de resténose ainsi qu'à d'autres complications.
En cas d'échec une intervention chirurgicale peut être proposée avec une myotomie externalisant ainsi l'artère. Un pontage aorto-coronarien peut être également fait.